# 難波愛〜今、思うこと〜
『難波愛〜今、思うこと〜』（なんばあい いま おもうこと）はNMB48の3枚目のオリジナル・アルバム。2017年8月2日によしもとアール・アンド・シー (laugh out loud! records) から発売された。

## 背景とリリース
前作『世界の中心は大阪や 〜なんば自治区〜』以来、3年ぶりとなるオリジナルアルバムである。初回限定盤がそれぞれType-N、Type-M、Type-Bの3形態（いずれもCD+DVD）、通常盤、劇場盤（いずれもCDのみ）の合計5形態で発売。
10thシングル『らしくない』以降のシングル表題曲7曲は全タイプ共通で収録され、その他は大半がシングルのカップリング曲など既発曲で、新曲は全タイプ合わせて4曲とこれまでのアルバムで最も少ない。新曲のうち「まさかシンガポール」と「難波愛」は全タイプに収録され、加えて通常盤には白間美瑠初のソロ楽曲「僕は愛されてはいない」、劇場盤には「サササ サイコー!」がそれぞれ収録される。
なお、既発曲のうち、「みんな、大好き」「俺らとは」「パンキッシュ」は未収録。

## アートワーク
| Type-N 表 | 市川美織・須藤凜々花・谷川愛梨・内木志・堀詩音・山本彩加・山本彩 |
| Type-M 表 | 加藤夕夏・川上千尋・木下百花・渋谷凪咲・白間美瑠・吉田朱里       |
| Type-B 表 | 太田夢莉・久代梨奈・城恵理子・上西怜・矢倉楓子                   |
| 通常盤 表 | 白間美瑠                                                         |
| 劇場盤 表 | 問七によるイラスト（市川美織・木下百花・白間美瑠・山本彩）       |

ジャケット写真は、リード曲となる新曲「まさかシンガポール」の選抜メンバーが起用され、艶やかでセクシーな、シンガポールを意識したものになっている。

## ミュージック・ビデオ
本アルバムのリード曲「まさかシンガポール」のミュージック・ビデオ (MV) は、直近発売のシングル「僕以外の誰か」のMVの続編であり、山本彩がセンターの象徴である「ゴールデンマイク」を次期センターに託すという内容になっている。シンガポールのビーチでの水着姿のシーンをはさみながら、怪盗少女に扮したメンバーたちがマイクを追うという展開で進む。ここでマイクを受け継いだのは白間美瑠であった。
振付は西田一生（西田プロジェクト）が担当。

## 収録トラック

### 初回限定盤 Type-N
| 全作詞: 秋元康。 |                                  |        |                          |                          |
| #                | タイトル                         | 作詞   | 作曲                     | 編曲                     |
| 1.               | 「まさかシンガポール」           | 秋元康 | 太田貴之                 | 太田貴之                 |
| 2.               | 「難波愛」                       | 秋元康 | 依光輝久                 | 依光輝久                 |
| 3.               | 「僕以外の誰か」                 | 秋元康 | Carlos K. / Akira Sunset | Carlos K. / Akira Sunset |
| 4.               | 「僕はいない」                   | 秋元康 | aokado                   | 若田部誠                 |
| 5.               | 「甘噛み姫」                     | 秋元康 | 渡邉沙志                 | 若田部誠                 |
| 6.               | 「Must be now」                  | 秋元康 | Carlos K.                | Carlos K.                |
| 7.               | 「ドリアン少年」                 | 秋元康 | 藤本貴則                 | 武藤星児                 |
| 8.               | 「Don't look back!」             | 秋元康 | Carlos K.                | 武藤星児                 |
| 9.               | 「らしくない」                   | 秋元康 | 大西俊也                 | 野中“まさ”雄一           |
| 10.              | 「孤独ギター」(Team N)           | 秋元康 | 山本彩                   | 野中“まさ”雄一           |
| 11.              | 「空から愛が降って来る」(Team N) | 秋元康 | Ichi                     | 板垣祐介                 |
| 12.              | 「儚い物語」(Team N)             | 秋元康 | つじたかひろ             | 野中“まさ”雄一           |
| 13.              | 「休戦協定」(Team N)             | 秋元康 | you-me                   | you-me                   |
| 14.              | 「恋愛ペテン師」(Team N)         | 秋元康 | 和田耕平                 | 和田耕平                 |
| 15.              | 「命のへそ」(Team N)             | 秋元康 | 梅口敦史                 | あらケン                 |
| 16.              | 「夢に色がない理由」(Team N)     | 秋元康 | 藤本貴則                 | 若田部誠                 |
| 17.              | 「真夜中の強がり」               | 秋元康 | 熊谷蘭                   | 熊谷蘭、SAIKI            |
| 18.              | 「しがみついた青春」             | 秋元康 | 外山大輔                 | 武藤星児                 |

| #  | タイトル                                                          | 作詞 | 作曲・編曲 | 編曲     |
| -- | ----------------------------------------------------------------- | ---- | ---------- | -------- |
| 1. | 「まさかシンガポール（ミュージックビデオ）」                      |      |            | 石井貴英 |
| 2. | 「まさかシンガポール（ミュージックビデオ ダンシングバージョン）」 |      |            | 石井貴英 |
| 3. | 「まさかシンガポール（ミュージックビデオ メイキング）」           |      |            |          |
| 4. | 「NMB48 MCバトル!〜NMB愛 No.1決定戦〜」                           |      |            |          |

### 初回限定盤 Type-M
| 全作詞: 秋元康。 |                                 |        |                            |                          |
| #                | タイトル                        | 作詞   | 作曲                       | 編曲                     |
| 1.               | 「まさかシンガポール」          | 秋元康 | 太田貴之                   | 太田貴之                 |
| 2.               | 「難波愛」                      | 秋元康 | 依光輝久                   | 依光輝久                 |
| 3.               | 「僕以外の誰か」                | 秋元康 | Carlos K. / Akira Sunset   | Carlos K. / Akira Sunset |
| 4.               | 「僕はいない」                  | 秋元康 | aokado                     | 若田部誠                 |
| 5.               | 「甘噛み姫」                    | 秋元康 | 渡邉沙志                   | 若田部誠                 |
| 6.               | 「Must be now」                 | 秋元康 | Carlos K.                  | Carlos K.                |
| 7.               | 「ドリアン少年」                | 秋元康 | 藤本貴則                   | 武藤星児                 |
| 8.               | 「Don't look back!」            | 秋元康 | Carlos K.                  | 武藤星児                 |
| 9.               | 「らしくない」                  | 秋元康 | 大西俊也                   | 野中“まさ”雄一           |
| 10.              | 「恋は災難」(Team M)            | 秋元康 | 篤永猛彦                   | 若田部誠                 |
| 11.              | 「最後の五尺玉」(Team M)        | 秋元康 | 外山大輔                   | 原田ナオ                 |
| 12.              | 「恋を急げ」(Team M)            | 秋元康 | ムラマサヒロキ / Carlos K. | Carlos K.                |
| 13.              | 「右にしてるリング」(Team M)    | 秋元康 | 入江徹                     | 若田部誠                 |
| 14.              | 「ハート、叫ぶ。」(Team M)      | 秋元康 | 藤本貴則                   | 野中“まさ”雄一           |
| 15.              | 「僕だけのSecret time」(Team M) | 秋元康 | Carlos K.                  | Carlos K.                |
| 16.              | 「Good-bye、Guitar」(Team M)    | 秋元康 | シマダユウキ / 岩崎誠司    | 野中“まさ”雄一           |
| 17.              | 「真夜中の強がり」              | 秋元康 | 熊谷蘭                     | 熊谷蘭、SAIKI            |
| 18.              | 「しがみついた青春」            | 秋元康 | 外山大輔                   | 武藤星児                 |

| #  | タイトル                                                              | 作詞 | 作曲・編曲 | 編曲     |
| -- | --------------------------------------------------------------------- | ---- | ---------- | -------- |
| 1. | 「まさかシンガポール（ミュージックビデオ）」                          |      |            | 石井貴英 |
| 2. | 「まさかシンガポール（ミュージックビデオ ダンシングバージョン）」     |      |            | 石井貴英 |
| 3. | 「まさかシンガポール（ミュージックビデオ メイキング）」               |      |            |          |
| 4. | 「シンガポールでまさか!?（シンガポール フライヤー、リバークルーズ）」 |      |            |          |

### 初回限定盤 Type-B
| 全作詞: 秋元康。 |                                          |        |                          |                          |
| #                | タイトル                                 | 作詞   | 作曲                     | 編曲                     |
| 1.               | 「まさかシンガポール」                   | 秋元康 | 太田貴之                 | 太田貴之                 |
| 2.               | 「難波愛」                               | 秋元康 | 依光輝久                 | 依光輝久                 |
| 3.               | 「僕以外の誰か」                         | 秋元康 | Carlos K. / Akira Sunset | Carlos K. / Akira Sunset |
| 4.               | 「僕はいない」                           | 秋元康 | aokado                   | 若田部誠                 |
| 5.               | 「甘噛み姫」                             | 秋元康 | 渡邉沙志                 | 若田部誠                 |
| 6.               | 「Must be now」                          | 秋元康 | Carlos K.                | Carlos K.                |
| 7.               | 「ドリアン少年」                         | 秋元康 | 藤本貴則                 | 武藤星児                 |
| 8.               | 「Don't look back!」                     | 秋元康 | Carlos K.                | 武藤星児                 |
| 9.               | 「らしくない」                           | 秋元康 | 大西俊也                 | 野中“まさ”雄一           |
| 10.              | 「Let it snow !」(Team BII)              | 秋元康 | 田中明仁                 | 野中“まさ”雄一           |
| 11.              | 「妄想マシーン3号機」(Team BII)          | 秋元康 | 中村瑛彦                 | 中村瑛彦                 |
| 12.              | 「フェリー」(Team BII)                   | 秋元康 | 外山大輔                 | 若田部誠                 |
| 13.              | 「スターになんてなりたくない」(Team BII) | 秋元康 | 田村信二                 | 佐々木裕                 |
| 14.              | 「ロマンティックスノー」(Team BII)       | 秋元康 | うちやえゆか             | 若田部誠                 |
| 15.              | 「心の文字を書け!」(Team BII)            | 秋元康 | Narimoto_Tomomi          | 佐々木裕                 |
| 16.              | 「空腹で恋愛をするな」(Team BII)         | 秋元康 | 川浦正大                 | 佐々木裕                 |
| 17.              | 「真夜中の強がり」                       | 秋元康 | 熊谷蘭                   | 熊谷蘭、SAIKI            |
| 18.              | 「しがみついた青春」                     | 秋元康 | 外山大輔                 | 武藤星児                 |

| #  | タイトル                                                          | 作詞 | 作曲・編曲 | 編曲     |
| -- | ----------------------------------------------------------------- | ---- | ---------- | -------- |
| 1. | 「まさかシンガポール（ミュージックビデオ）」                      |      |            | 石井貴英 |
| 2. | 「まさかシンガポール（ミュージックビデオ ダンシングバージョン）」 |      |            | 石井貴英 |
| 3. | 「まさかシンガポール（ミュージックビデオ メイキング）」           |      |            |          |
| 4. | 「シンガポールでまさか!?（マーライオン、インフィニティプール）」  |      |            |          |

### 通常盤
| 全作詞: 秋元康。 |                                    |        |                          |                          |
| #                | タイトル                           | 作詞   | 作曲                     | 編曲                     |
| 1.               | 「まさかシンガポール」             | 秋元康 | 太田貴之                 | 太田貴之                 |
| 2.               | 「難波愛」                         | 秋元康 | 依光輝久                 | 依光輝久                 |
| 3.               | 「僕は愛されてはいない」(白間美瑠) | 秋元康 | 梅口敦史                 | 佐々木裕                 |
| 4.               | 「僕以外の誰か」                   | 秋元康 | Carlos K. / Akira Sunset | Carlos K. / Akira Sunset |
| 5.               | 「僕はいない」                     | 秋元康 | aokado                   | 若田部誠                 |
| 6.               | 「甘噛み姫」                       | 秋元康 | 渡邉沙志                 | 若田部誠                 |
| 7.               | 「Must be now」                    | 秋元康 | Carlos K.                | Carlos K.                |
| 8.               | 「ドリアン少年」                   | 秋元康 | 藤本貴則                 | 武藤星児                 |
| 9.               | 「Don't look back!」               | 秋元康 | Carlos K.                | 武藤星児                 |
| 10.              | 「らしくない」                     | 秋元康 | 大西俊也                 | 野中“まさ”雄一           |
| 11.              | 「365日の紙飛行機」(山本彩)        | 秋元康 | 角野寿和、青葉紘季       | 坂本秀一                 |
| 12.              | 「ショートカットの夏」(須藤凜々花) | 秋元康 | つじたかひろ             | つじたかひろ             |
| 13.              | 「プライオリティー」(木下百花)     | 秋元康 | ツキダタダシ             | ツキダタダシ             |
| 14.              | 「アスファルトの涙」               | 秋元康 | 鈴木健太朗               | 板垣祐介                 |
| 15.              | 「友達」                           | 秋元康 | 多田慎也                 | 島田尚                   |
| 16.              | 「卒業旅行」                       | 秋元康 | 島崎貴光                 | 島崎貴光                 |
| 17.              | 「虹の作り方」                     | 秋元康 | つじたかひろ             | つじたかひろ             |
| 18.              | 「道頓堀よ、泣かせてくれ!」        | 秋元康 | Akira Sunset             | 野中“まさ”雄一           |

### 劇場盤
| 全作詞: 秋元康。 |                                            |        |                          |                          |
| #                | タイトル                                   | 作詞   | 作曲                     | 編曲                     |
| 1.               | 「まさかシンガポール」                     | 秋元康 | 太田貴之                 | 太田貴之                 |
| 2.               | 「難波愛」                                 | 秋元康 | 依光輝久                 | 依光輝久                 |
| 3.               | 「サササ サイコー!」                       | 秋元康 | K-WONDER、SAS3           | 野中“まさ”雄一           |
| 4.               | 「僕以外の誰か」                           | 秋元康 | Carlos K. / Akira Sunset | Carlos K. / Akira Sunset |
| 5.               | 「僕はいない」                             | 秋元康 | aokado                   | 若田部誠                 |
| 6.               | 「甘噛み姫」                               | 秋元康 | 渡邉沙志                 | 若田部誠                 |
| 7.               | 「Must be now」                            | 秋元康 | Carlos K.                | Carlos K.                |
| 8.               | 「ドリアン少年」                           | 秋元康 | 藤本貴則                 | 武藤星児                 |
| 9.               | 「Don't look back!」                       | 秋元康 | Carlos K.                | 武藤星児                 |
| 10.              | 「らしくない」                             | 秋元康 | 大西俊也                 | 野中“まさ”雄一           |
| 11.              | 「今ならば」(さやみるきー)                 | 秋元康 | 山本彩                   | 生田真心                 |
| 12.              | 「夢の名残り」(渡辺美優紀)                 | 秋元康 | すみだしんや             | 華原大輔                 |
| 13.              | 「太陽が坂道を昇る頃」(研究生)             | 秋元康 | 川島有真                 | 佐々木裕                 |
| 14.              | 「途中下車」                               | 秋元康 | 川島有真                 | 板垣祐介                 |
| 15.              | 「ニーチェ先輩」(難波鉄砲隊其之六)         | 秋元康 | 片桐周太郎               | 片桐周太郎               |
| 16.              | 「サヨナラ、踵を踏む人」(難波鉄砲隊其之七) | 秋元康 | 野井洋児                 | 野井洋児                 |
| 17.              | 「どうでもいい人仮面」                     | 秋元康 | バグベア                 | 若田部誠                 |
| 18.              | 「片想いよりも思い出を…」                  | 秋元康 | 松本一也                 | 板垣祐介                 |

## 選抜メンバー

### まさかシンガポール
（センター：白間美瑠）
- チームN：市川美織、須藤凜々花、谷川愛梨、内木志、堀詩音、山本彩加、山本彩
- チームM：加藤夕夏、川上千尋、木下百花、吉田朱里
- チームM / AKB48チームA：白間美瑠
- チームM / AKB48チーム4：渋谷凪咲
- チームBII：太田夢莉、久代梨奈、城恵理子、矢倉楓子
- チームBII研究生：上西怜

### 難波愛
アルバム発売時点でのNMB48全メンバー。

### サササ サイコー!
- チームN：山本彩加
- チームN研究生：梅山恋和、溝川実来
- チームM研究生：岩田桃夏、山田寿々
- チームBII研究生：上西怜